# Zacharias Petersen
Zacharias Petersen (født 15. januar 1811 i København, død 20. oktober 1870 sammesteds) var en dansk skibsbygmester og tegner.
Han var søn af bøssemager på Holmen, den svenskfødte Holger Bendt Petersen (Petersson) og hustru Dorothea Margrethe Bakkevold. Han lærte skibsbyggeriet ved Holmen og blev 1. april 1855 første skibsbygmester. Han kom på Kunstakademiets skoler og vandt i 1832 og 1835 præmier for ornamenttegninger efter gips. Han blev hurtigt en øvet og dygtig tegner, navnlig perspektivtegner, 1836 blev han lærer ved Kunstakademiets ornamentskole og derefter ved den første elementarskole og i perspektivklassen. Han forblev i disse stillinger til 1865. Han var også lærer ved de Massmanske Søndagsskoler og udgav forskellige håndtegninger for håndværkere; i 1853 blev han Dannebrogsmand. Han var gift med Emilie Sofie født Thortsen (1818-1876).  

## Familie
Han var yngre broder til ornamentstegner og kobberstikker Johan Daniel Petersen (1794-1849). To af hans sønner var arkitekten Ludvig A. Petersen (1848-1935) og maleren Edvard Petersen (1841-1911).
Han er begravet på Holmens Kirkegård.